# Real Bout Fatal Fury
Real Bout Fatal Fury (リアルバウト餓狼伝説, Real Bout Garō Densetsu, Real Bout Legend of the Wild Wolf) est un jeu vidéo de combat en 2D développé et édité par SNK en 1996 sur Neo-Geo MVS, en 1997 sur Neo-Geo AES et Neo-Geo CD (NGM 095),,. Le jeu est porté sur les années suivantes sur Sega Saturn, PlayStation et plus tard sur PlayStation 2. C'est le cinquième épisode de la série Fatal Fury.

## Description
Real Bout Fatal Fury sort sur arcade via le système Neo-Geo MVS le 21 décembre 1995. La version Neo-Geo AES est publiée le 26 janvier 1996 au Japon et tient sur une cartouche de 346 mega,. La version Neo-Geo CD japonaise, est publiée un mois plus tard le 23 février 1996.
Real Bout est ensuite édité, toujours au Japon, sur Sega Saturn le 20 septembre 1996,. SNK produit pour la seconde fois sur la console 32 bits de Sega un jeu sur support CD accompagné d'une cartouche RAM,. Le titre est également porté sur PlayStation le 10 janvier 1997 sur le territoire japonais puis en Europe en août 1997.

## Système de jeu
Le jeu reprend les combattants des trois premiers Fatal Fury en y ajoutant de nouveaux coups ainsi que des interactions avec les décors, permettant aux joueurs de projeter leur adversaire hors du décors,. Le jeu totalise seize personnages. Real Bout voit modifier légèrement ses contrôles de jeu par rapport aux précédents opus de la série. Les boutons d'attaques sont réduits de quatre à trois boutons. Les trois boutons pour les attaques offensives sont attribués pour les coups de poing (A) et coups de pied standards (B) ainsi que pour les coups forts (C). Le quatrième bouton (D) est attribué pour les changements de plan, une commande simplifiée par rapport à Fatal Fury 3: Road to the Final Victory où il fallait combiner plusieurs touches.

## Accueil
La version Neo-Geo AES est notée à 97% par le magazine Player One, mettant en avant des « combats rapides » grâce à des « mouvements fluides » et des commandes simplifiées. Player One résume le jeu « plus fun et plus jouable que Fatal Fury 3 ». 
La version PlayStation est notée à 94% par Consoles +, signalant une animation fluide mais en raison de la version PAL, possède des « horribles bandes noires » affichées à l'écran. Le mensuel conclut en citant le portage comme étant « la meilleure adaptation d'un jeu SNK sur PlayStation ». Joypad note le jeu à 75%, estimant que le titre a « mal vieilli » et qu'à presque deux années d’existence depuis sa sortie originale, « ne peut plus répondre aux exigences de plus en plus pointues des amateurs de fight ». Player One attribue une note de 70%, jugeant que la version PlayStation est trop lente par rapport à la version originale de la Neo Geo, à cause de sa « conversion 50 hz » PAL.